# 배재영
배재영(1996년 10월 18일 ~)은 대한민국의 배우이다.

## 생애
배재영은 1996년 10월 18일 충청북도 청주시에서 태어나 봉명고등학교를 거쳐 서울예술대학교 연기과를 졸업하자마자
2015년 영화 타투로 데뷔를 하였다.

## 영화
- 2015년 타투 - 어린 오천기 역
- 2017년 대장 김창수 -  어린 죄수 역
- 2025년 백수아파트 -  동오 역

## 드라마
- 2023년 wavve 박하경 여행기
- 2023년 Enr 남남 피씨방 - 알바생 역
- 2023년 u+tv 밤이 되었습니다 - 김진하 역
- 2024년 SBS 금토드라마 커넥션
- 2024년 쿠팡플레이 오리지널 드라마 가족계획 - 조규태 역

## 학력
- 봉명고등학교 (졸업)
- 서울예술대학교 연기과 전문학사 (졸업)